# Erica pearsoniana
Erica pearsoniana là một loài thực vật có hoa trong họ Thạch nam. Loài này được L.Bolus mô tả khoa học đầu tiên năm 1918.